# Carré magique (lettres)
Pour les articles homonymes, voir Carré magique.

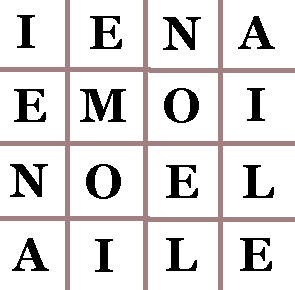
Un exemple 4x4

Un carré magique de lettres, également appelé « mots carrés », est une forme de mots croisés disposés en carré, ne comportant pas de case noire et constitués de mots valides dans une langue définie. Ils peuvent, par définition, être lus horizontalement et verticalement et présentent dans ces deux sens les mêmes mots. Une forme plus aboutie et plus rare est le carré magique de lettres palindromique, il peut être lu en plus dans tous les sens rétrogrades. Certains peuvent être lus en diagonale.

## Carrés magiques de lettres en français

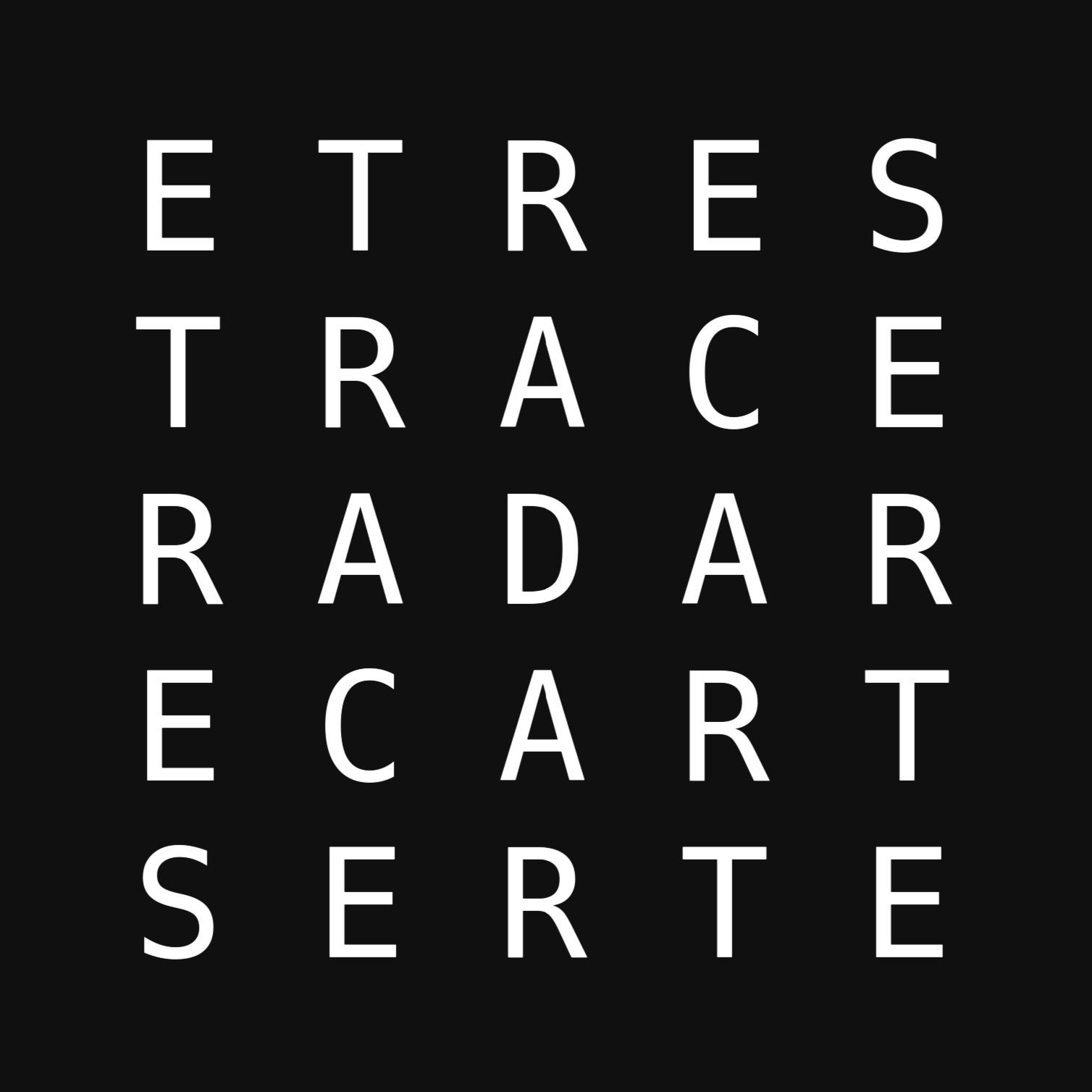
Un des rares carrés palindromiques 5x5 français, il peut être lu en sens inverse horizontalement et verticalement.

Il existe un grand nombre de carrés magiques de lettres en français. Des recherches par ordinateur permettent de trouver plus de 3 millions de grilles de 7 par 7 et  plus de 40 000 grilles  de 8 par 8 en  utilisant uniquement les mots de L'Officiel du jeu Scrabble (ODS4), donc sans noms propres. En septembre 2008, on avait répertorié au moins 54 grilles de 9 par 9.
En 1977, Michel Laclos propose un quasi-carré magique de taille 10 .
Quelques exemples de carrés en français :
| L | E | S |
| E | T | E |
| S | E | C |

| L | O | I | S |
| O | V | N | I |
| I | N | C | A |
| S | I | A | L |

| C | U | L | T | E |
| U | N | I | E | S |
| L | I | O | N | S |
| T | E | N | T | A |
| E | S | S | A | I |

| P | A | C | T | I | S | E | N | T |
| A | C | H | E | M | I | N | E | R |
| C | H | A | R | M | E | R | A | I |
| T | E | R | R | I | G | E | N | E |
| I | M | M | I | N | E | N | T | S |
| S | I | E | G | E | R | A | I | T |
| E | N | R | E | N | A | S | S | E |
| N | E | A | N | T | I | S | E | R |
| T | R | I | E | S | T | E | R | S |

| P | R | E | C | A | I | R | E | S |
| R | E | D | O | N | N | E | N | T |
| E | D | E | N | T | A | S | S | E |
| C | O | N | C | I | L | I | E | R |
| A | N | T | I | S | I | G | M | A |
| I | N | A | L | I | E | N | E | S |
| R | E | S | I | G | N | O | N | S |
| E | N | S | E | M | E | N | C | E |
| S | T | E | R | A | S | S | E | S |

## Carrés magiques dans d'autres langues
En anglais, en 2024, les plus grands carrés magiques de lettres sont de dimensions 12x12 (avec emploi de noms propres), et les plus grands carrés sans noms propres mesurent 10×10.
Quelques exemples de carrés en anglais:
| B | I | T |
| I | C | E |
| T | E | N |

| C | A | R | D |
| A | R | E | A |
| R | E | A | R |
| D | A | R | T |

| H | E | A | R | T |
| E | M | B | E | R |
| A | B | U | S | E |
| R | E | S | I | N |
| T | R | E | N | D |

| B | R | A | V | A | D | O |
| R | E | N | A | M | E | D |
| A | N | A | L | O | G | Y |
| V | A | L | U | E | R | S |
| A | M | O | E | B | A | S |
| D | E | G | R | A | D | E |
| O | D | Y | S | S | E | Y |

| L | A | T | E | R | A | L | S |
| A | X | O | N | E | M | A | L |
| T | O | E | P | L | A | T | E |
| E | N | P | L | A | N | E | D |
| R | E | L | A | N | D | E | D |
| A | M | A | N | D | I | N | E |
| L | A | T | E | E | N | E | R |
| S | L | E | D | D | E | R | S |

Les plus grands carrés magiques de lettres sans noms propres en latin sont de dimensions 10×10 et 11×11. Il existe aussi des carrés multilingues de dimensions 10×10 sans noms propres, qui empruntent des mots de plusieurs langues européennes. On a aussi construit des carrés magiques de lettres en italien et en espagnol de dimensions 8×8.

## Le carré palindromiqueSATOR

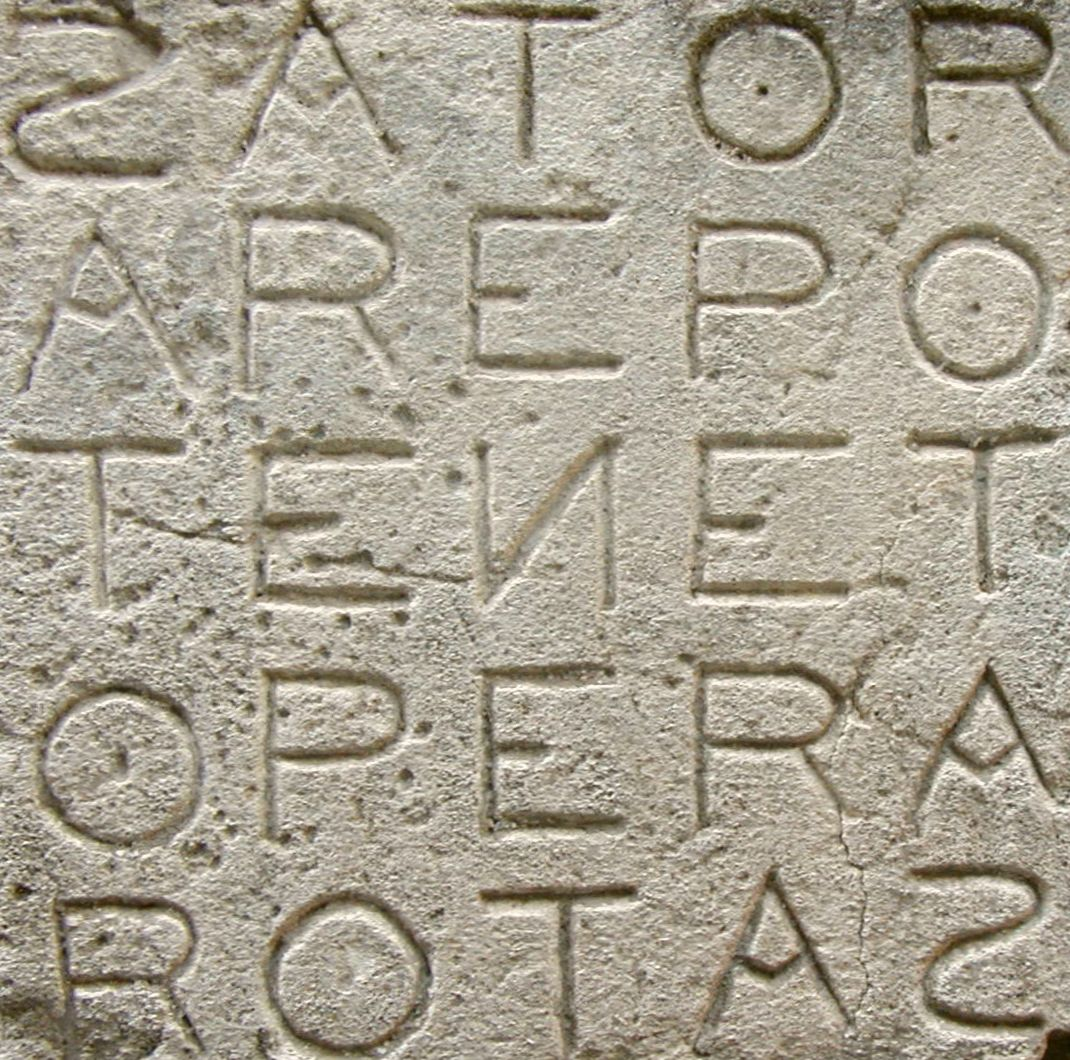
Sator à Oppède

Ce carré magique constitue une exception par son ancienneté, sa sophistication et son mystère. C'est un carré de 5 x 5 en latin, qui compose un palindrome aussi bien en lecture horizontale qu'en lecture verticale. Il est constitué des cinq mots SATOR, AREPO, TENET, OPERA, et ROTAS.
| S | A | T | O | R |
| A | R | E | P | O |
| T | E | N | E | T |
| O | P | E | R | A |
| R | O | T | A | S |

ou en sens inverse :
| R | O | T | A | S |
| O | P | E | R | A |
| T | E | N | E | T |
| A | R | E | P | O |
| S | A | T | O | R |

Le mot AREPO est un hapax et plusieurs interprétations lui ont été appliquées. Il serait soit un nom propre, soit une forme gauloise du mot charrue comme le propose Jérôme Carcopino, soit une forme hébraïque ou une allusion au dieu Apis . Les autres mots signifient : sator, le laboureur, le semeur - tenet, (il /elle) tient ou dirige - opera, l'œuvre, le travail (à l'ablatif singulier, operā signifie "avec soin") - rotas, les roues : en bref, SATOR AREPO TENET OPERA ROTAS signifierait « le semeur de sa charrue tient avec soin les roues » ou encore « Le semeur Arepo conduit les roues avec soin ».
De nombreux exégètes se sont penchés sur la signification qu'on peut donner à cette suite de mots, plusieurs versions sont possibles, faisant intervenir des grilles religieuses, alchimiques, numérologiques ou kabbalistiques.
La plus ancienne représentation de ce carré a été trouvée dans la villa de Pasquius Proculus et de son épouse dans les ruines de Pompéi, ce qui le date au moins de 79 apr. J.-C. Par la suite, on le retrouve en de nombreux lieux, principalement des monuments religieux chrétiens en de nombreux endroits du monde.